# Кам'янка (Улашанівська сільська громада)
Ка́м'янка (Каменка) — село в Україні, в Улашанівській сільській територіальній громаді Шепетівського району Хмельницької області. Населення становить 567 осіб. Відстань до міста Славути становить близько 13 км і проходить автошляхом Н25.

## Географія
У селі річка Гуска впадає у річку Цвітоху.

## Символіка
Затверджена в грудні 2018 р. рішенням сесії сільської ради. Автори — В. М. Напиткін, К. М. Богатов.

### Герб
В щиті, хвилясто розтятому срібним мурованим і лазуровим, розтята лілея перемінних з полями кольорів. В правому верхньому куті червоне гроно калини з зеленими листками, у лівому верхньому срібна гілка сосни. Щит вписаний в декоративний картуш і увінчаний золотою сільською короною. Унизу картуша напис «КАМ'ЯНКА».
Муроване (кам'яне) поле — символ назви села, квітка лілеї — символ історичної належності села до Цвітоської сільської ради, хвилястий поділ — символ річки Цвітохи, калина означає густі калинові кущі на її берегах, гілка сосни символізує розташування села серед соснових лісів.

### Прапор
Квадратне полотнище поділене хвилясто вертикально на дві рівновеликі смуги — білу муровану древкову і вільну синю. На лінії перетину розтята лілея змінних з полями кольорів. У верхньому древковому куті червоне гроно калини з зеленими листками, у лівому вільному куті біла гілка сосни.

## Історія
Наприкінці XIX століття в селі налічувалося 87 подвір'їв та 628 мешканців. Віддавна це село належало князям Сангушкам, а з 1583 року — до Михайла Заславського.
У 1906 році село Славутської волості Ізяславського повіту Волинської губернії. Відстань від повітового міста становила 18 верст, 12 верст від волості. Налічувалося 104 подвір'їв, 648 мешканців.
7 (20) листопада 1917 року, відповідно до Третього Універсалу Української Центральної Ради, увійшло до складу Української Народної Республіки.
Під час Голодомору 1932—1933 років в селі померли щонайменше 43 особи.
Колишній орган місцевого самоврядування — Цвітоська сільська рада.
12 червня 2020 року, відповідно до розпорядження Кабінету Міністрів України № 727-р «Про визначення адміністративних центрів та затвердження територій територіальних громад Хмельницької області», увійшло до складу Улашанівської сільської територіальної громади.
19 липня 2020 року, в результаті адміністративно-територіальної реформи та ліквідації Славутського району, село увійшло до складу новоутвореного Шепетівського району.

## Населення
Згідно з переписом УРСР 1989 року чисельність наявного населення села становила 738 осіб, з яких 326 чоловіків та 412 жінок.
За переписом населення України 2001 року в селі мешкало 618 осіб.

### Мова
Розподіл населення за рідною мовою за даними перепису 2001 року:
| Мова       | Відсоток |
| ---------- | -------- |
| українська | 97,56 %  |
| російська  | 2,28 %   |
| молдовська | 0,16 %   |

## Видатні уродженці
- Гізімчук Володимир Миколайович (1992—2022) — старший лейтенант Збройних сил України, учасник російсько-української війни.
- Женський Йосип Адольфович — Герой Соціалістичної Праці.